# Tatyana Firova
Tatyana Firova (en russe : Татьяна Павловна Фирова, transcription française : Tatiana Pavlovna Firova ; née le 10 octobre 1982 à Sarov) est une athlète russe spécialiste du 400 mètres.

## Carrière
Sélectionnée à plusieurs reprises dans l'équipe du relais 4 × 400 mètres russe, elle remporte la médaille d'argent de l'épreuve lors des Jeux olympiques d'été de 2004 et de 2008. Le 24 août 2009, elle monte sur la troisième marche du podium des Championnats du monde de Berlin aux côtés de Anastasiya Kapachinskaya, Lyudmila Litvinova et Antonina Krivoshapka, le relais russe étant devancé par les États-Unis et la Jamaïque.
En individuel, Tatiana Firova a remporté le 400 m de l'Universiade d'été de 2003, et pris la sixième place des Jeux olympiques de Pékin.
Le 13 mars 2010, la Russe remporte la médaille d'argent du 400 mètres lors des Championnats du monde en salle de Doha. Auteur de son meilleur temps de l'année en 51 s 13, elle est devancée par l'Américaine Debbie Dunn. Le 30 juillet à Barcelone, Tatiana Firova devient championne d'Europe du 400 m en établissant avec le temps de 49 s 89 la meilleure performance européenne de la saison. Elle devance ses compatriotes Kseniya Ustalova et Antonina Krivoshapka. Alignée par ailleurs dans l'épreuve du relais 4 × 400 mètres, elle remporte le 1er août un nouveau titre continental en compagnie de Anastasiya Kapachinskaya, Antonina Krivoshapka et Kseniya Ustalova. L'équipe de Russie signe la meilleure performance mondiale de l'année en 3 min 21 s 26.

## Dopage
Le 24 mai 2016, Firova et sa compatriote Anastasiya Kapachinskaya figurent sur la liste des 31 athlètes contrôlés positifs à la suite du re-teste des échantillons des Jeux olympiques de Pékin de 2008 où elles avaient remporté la médaille d'argent. Par conséquent, l'échantillon B s'étant avéré également positif, les athlètes ont été disqualifiées et déchues de leur médaille. Elle refuse de rendre ses médailles de Jeux de 2008 et 2012.
Le 2 février 2019, le Tribunal arbitral du sport annonce sa suspension pour 4 ans à compter du 9 juin 2016 en plus de l'annulation de tous ses résultats entre le 20 août 2008 et le 31 décembre 2012.

## Palmarès

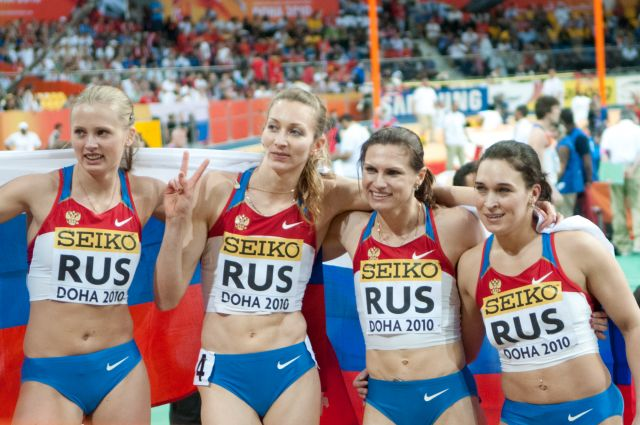
Le relais 4 × 400 m russe le 14 mars 2010 lors des Championnats du monde en salle 2010 de Doha (Kseniya Vdovina, Tatyana Firova, Natalya Nazarova, Svetlana Pospelova)

| Date | Compétition                       | Lieu      | Résultat | Épreuve   |
| ---- | --------------------------------- | --------- | -------- | --------- |
| 2003 | Championnats d'Europe espoirs     | Bydgoszcz | 3e       | 400 m     |
| 2003 | Championnats d'Europe espoirs     | Bydgoszcz | 1re      | 4 × 400 m |
| 2003 | Universiade                       | Daegu     | 1re      | 400 m     |
| 2003 | Universiade                       | Daegu     | 1re      | 4 × 400 m |
| 2004 | Jeux olympiques                   | Athènes   | 2e       | 4 × 400 m |
| 2005 | Championnats du monde             | Helsinki  | 1re      | 4 × 400 m |
| 2007 | DécaNation                        | Paris     | 1re      | 400 m     |
| 2008 | Jeux olympiques                   | Pékin     | DQ       | 400 m     |
| 2008 | Jeux olympiques                   | Pékin     | DQ       | 4 × 400 m |
| 2008 | Finale mondiale                   | Stuttgart | DQ       | 400 m     |
| 2009 | Championnats du monde             | Berlin    | DQ       | 4 × 400 m |
| 2010 | Championnats du monde en salle    | Doha      | DQ       | 400 m     |
| 2010 | Championnats du monde en salle    | Doha      | DQ       | 4 x 400 m |
| 2010 | Championnats d'Europe             | Barcelone | DQ       | 400 m     |
| 2010 | Championnats d'Europe             | Barcelone | DQ       | 4 × 400 m |
| 2010 | Coupe continentale                | Split     | DQ       | 400 m     |
| 2010 | Coupe continentale                | Split     | DQ       | 4 × 400 m |
| 2011 | Championnats d'Europe par équipes | Stockholm | DQ       | 4 × 400 m |
| 2012 | Jeux olympiques                   | Londres   | DQ       | 4 × 400 m |
| 2013 | Championnats du monde             | Moscou    | DQ       | 4 × 400 m |